# Виктория Георгиева
Вижте пояснителната страница за други личности с името Виктория.
Виктория Георгиева е българска певица.
Започва музикалната си кариера в четвъртия сезон на телевизионното шоу X Factor. На 25 ноември 2019 г. е избрана да представя България на Евровизия 2020 в Ротердам. Събитието обаче е отменено поради коронавирусната пандемия. Виктория Георгиева участва на Евровизия 2021, представяйки родината си с песента Growing Up Is Getting Old, и завършва на 11 място във финалното класиране.

### Маскираният певец
През 2021 г. печели третия сезон на „Маскираният певец“ в ролята на Госпожицата.